# Чепајано (Пиза)
Чепајано је насеље у Италији у округу Пиза, региону Тоскана.
Према процени из 2011. у насељу је живело 201 становника. Насеље се налази на надморској висини од 29 м.